# Богослов'я любові
Богосло́в'я любо́ві — це галузь богословської науки, яка за мету своїх досліджень ставить з'ясування природи, місця та сенсу любові виходячи з Божественного Одкровення (Святого Письма та Святого Передання).

## Богослов'я любові тафілософія любові: спільне та відмінне
Богослів'я любові відрізняється від філософії любові перш за все тим, що акцент у першому випадку робиться на духовну, божественну любов — тобто таку, яка не має гріху і відповідає заповідям (як наприклад «любіть ближніх як самих себе»), тоді як філософія любові виходить з гуманістичних (матеріалістичних і навіть атеїстичних) міркувань, які можуть відкидати будь-яку релігію, Бога чи священні писання, урешті-решт, філософія любові зводиться просто до плотських утіх та порушення заповідей про необхідність ціломодрості, целібату, аскези навіть у шлюбі, не кажучи про заборону будь-яких статевих стосунків поза шлюбом. Крім того, теологія любові відкидає будь-які способи контрацепції (використання протизаплідних засобів, як презервативи) — навіть у шлюбі, оскільки сексуальні стосунки між чоловіком та жінкою можливі тільки для зачаття духовних дітей, але аж ніяк не заради просто сексу. Існує тонка грань між любов'ю духовною та любов'ю бездуховною, і врешті-решт ця грань зводиться до відмінності між теїзмом (духовністю, релігійністю) та атеїзмом (безбожжям). Таким чином, богослів'я любові — протилежне філософії любові, як дух і матерія, як вічне і тимчасове. Окремий виняток — це духовна філософія любові або філософія духовної любові, але це також — не богослів'я любові. У духовній філософії любові можуть глибоко вивчатися різні духовні філософські питання у зв'язку з поняттям любові, але це може бути просто вивчення любові між людьми — так звані — душевні стосунки. Визнання душі духовною філософією уже є певним кроком від матеріалістичної філософії до богослів'я любові, але якщо у таких стосунках між чоловіком і жінкою нема місця Богові, то є небезпека підміни поняття душі на поняття «бог», «богиня», «ангел», «богиня», хоча ці поняття не можуть стосуватися людей. Філософія ж духовної любові може бути також атеїстичною та матеріалістичною у тому смислі, що вона хоч і може оперувати поняттями «Бог», «душа» у зв'язку з поняттями любові — але сам такий філософ може бути атеїстом і не вірити у всі ці ідеї. Можливі такі типові помилки: вважати, що «Бог — це любов», або, що «любов — це бог». У першому випадку — Бога недооцінюють, зводячи Його тільки до ідеї любові, хоча Він — набагато більше аніж тільки любов. У другому випадку, любов також не можна назвати богом чи Богом. Навіть якщо говориться про бога любові (Ерот, Амур та ін.), однаково, любов та бог любові — не одне і те ж саме. Власне на такі питання і намагаються дати відповіді філософи та теологи, адже любов — це протилежність ненависті, тобто любов — необхідна якість, і якщо її немає, її місце заповнить її протилежність — хіть, ненависть. Духовна любов (до ворогів) завжди була і буде стримуючим фактором проти війн, тому це — також питання етики та культури.